# Кровавые земли
Кровавые земли: Европа между Гитлером и Сталиным (англ. Bloodlands: Europe Between Hitler and Stalin) — книга американского историка профессора Йельского университета Тимоти Снайдера, изданная 28 октября 2010 года. В своей книге Снайдер исследует политический, культурный и идеологический контекст, в соответствии с которым режимы Сталина и Гитлера совершили массовое убийство приблизительно 14 миллионов мирных людей между 1933 и 1945 годами. Снайдер отмечает сходство между двумя тоталитарными режимами, а также отмечает благоприятные взаимодействия, которые усилили разрушение и страдания, принесённые мирным жителям. По подсчётам Снайдера, нацисты были ответственны за примерно в два раза больше убитых мирных жителей, чем сталинский режим. Книга получила множество положительных отзывов, но и критиковалась (особенно за представление в ней евреев) и удостоена многочисленных наград, в том числе премии Ханны Арендт в 2013 году. Десятки ведущих мировых изданий, в частности The New York Times, The Economist, Financial Times[ещё какие?], признали «Кровавые земли» книгой 2010 года.
Книга была переведена на двадцать шесть языков. В 2015 году книга была издана и на русском языке в переводе Л. Ю. Зурнаджи в киевском издательстве «Дулибы». Сам автор приехал на презентацию в Киев. Деньги на перевод книги на русский язык выделило Посольство США в Украине.

## Отзывы
- Историк Ричард Эванс одобрительно отозвался о книге, особо подчеркнув роль Сталина в репрессиях против мирного населения СССР[3]:

Нацисты были далеко не главными виновниками тех бед и страданий, которые выпали на долю народов Восточной Европы в 1930-40 годах. <…> Сталин был столь же беспощаден в преследовании своих утопических целей, несмотря на то, что сталинский коммунизм мог отличиться от нацистской теории расового превосходства. В начале 1930-х годов более пяти миллионов, преимущественно украинцев, были принесены в жертву большевистским планам коллективизации; 750 тыс. граждан СССР погибли в ходе сталинских «чисток» конца 1930-х. Во время войны <…> многие национальные меньшинства <…> были депортированы <…> в нечеловеческих условиях, от чего погибли сотни тысяч.
Оригинальный текст (англ.)But the Nazis were by no means the only architects of the suffering that the people who lived in this part of Europe had to endure in the 1930s and 1940s. <…> Stalin, was just as murderous in his pursuit of a utopian programme, different though Stalinist Communism might have been from the hierarchical racist ideology of the Nazis. Up to five million people, mostly Ukrainians, were sacrificed to the Bolshevik plan to collectivise agriculture in the early 1930s; three-quarters of a million Soviet citizens perished in Stalin’s purges later in the decade; during the war <…> the forcible deportation of <…> ethnic minorities – under conditions so appalling that hundreds of thousands died.

- Довид Кац, историк литовского еврейства, отметил, что «Снайдер флиртует с очень неправильной моральной эквивалентностью между Гитлером и Сталиным <…> Ни один из этих инцидентов, кроме Холокоста, не включал волевое массовое убийство целой расы»[4]